# Marcin Uzarski
Marcin Uzarski (ur. 1830 w Głogowie, zm. 22 października 1907 w Krośnie) – polski duchowny rzymskokatolicki, proboszcz, działacz społeczny.

## Życiorys

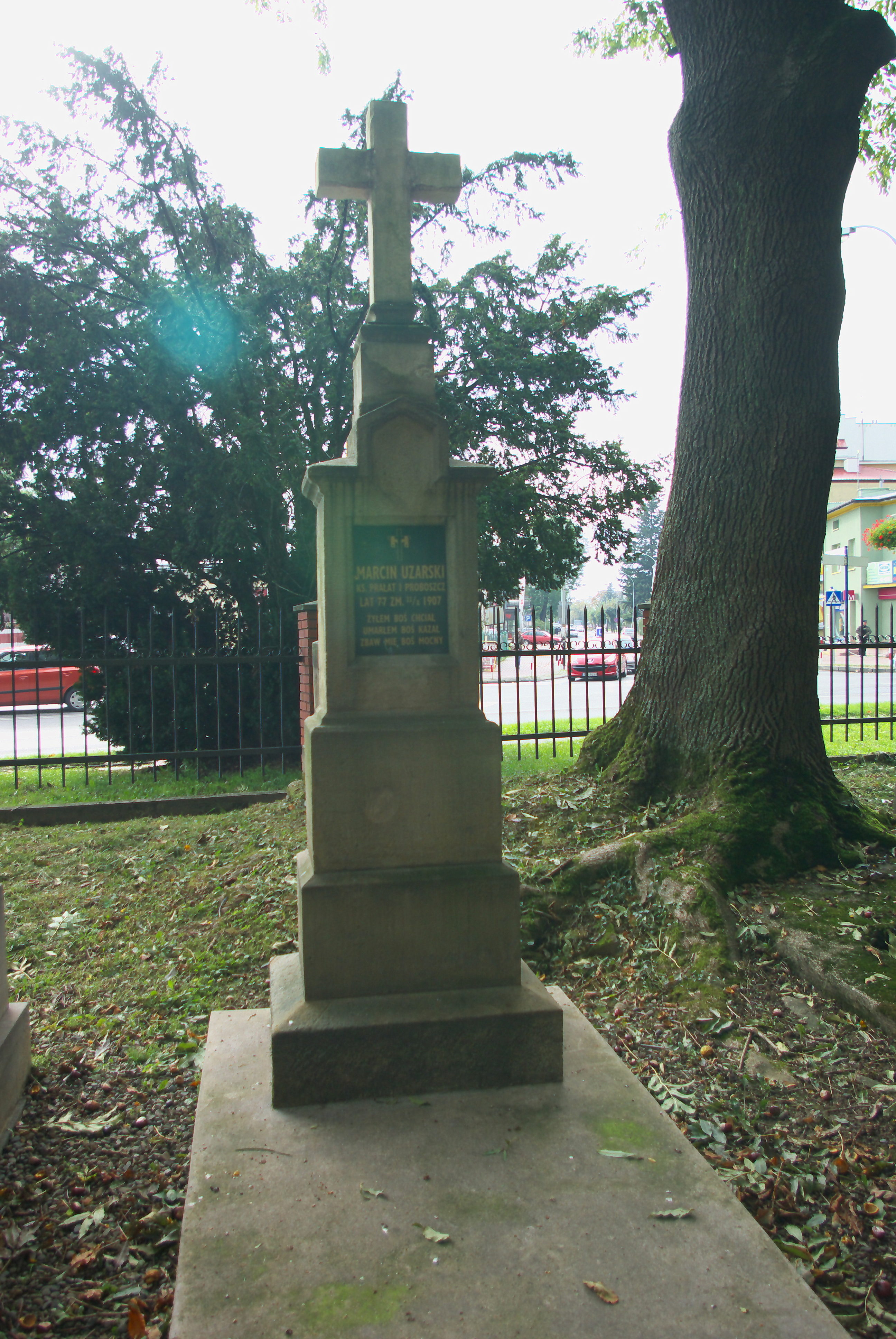
Nagrobek Marcina Uzarskiego

Urodził się w 1830 w Głogowie. Kształcił się w rodzinnej miejscowości, następnie ukończył gimnazjum w Rzeszowie i seminarium duchowne w Przemyślu. W 1854 otrzymał święcenia kapłańskie i został duchownym rzymskokatolickim. Wówczas był kandydatem do Augustineum w Wiedniu. Został wikarym w Drohobyczu, a następnie proboszczem. Później posługiwał w Przemyślu, po czym przez ponad 30 lat sprawował urząd proboszcza w Bruchnalu, w tym 21 lat był dziekanem jaworowskim. W 1896 został mianowany przez papieża Leona XII podkomorzym papieskim. W kwietniu 1896 objął zarząd Parafii Trójcy Przenajświętszej w Krośnie, a od 1897 do 1907 był jej proboszczem. Prowadził prace remontowe tamtejszej bazyliki, w tym odnowę prezbiterium. Pełnił także funkcję wicedziekana krośnieńskiego. W Krośnie był inicjatorem powstania działalności towarzystw i instytucji: Towarzystwa Wincentego à Paulo, Sodalicji Mariańskiej pań i panów, taniej kuchni, internatu dla seminarzystek, Stowarzyszenia Sług św. pod opieką Zyty, Towarzystwa św. Wojciecha w Krośnie (luty 1901, skupiającego wyłącznie imienników tego świętego). Otrzymał godności tajnego szambelana, prezbitera jubilata, R.M. (Rochettum et Mantolettum). Został odznaczony Krzyżem Kawalerskim Orderu Franciszka Józefa.
Zmarł 22 października 1907 w Krośnie. 25 października 1907 został pochowany na Starym Cmentarzu w Krośnie.